# Pseudobrimus nigrovittatus
Pseudobrimus nigrovittatus là một loài bọ cánh cứng trong họ Cerambycidae.